# Crestwood (Missouri)
Pour les articles homonymes, voir Crestwood.
Crestwood est une ville du Missouri, dans le Comté de Saint Louis aux États-Unis.